# アイザイア・キャンベル (野球)
アイザイア・リン・キャンベル（Isaiah Lyn Campbell, 1997年8月15日 - ）は、ポルトガル共和国アングラ・ド・エロイズモ出身のプロ野球選手（投手）。右投右打。MLBのボストン・レッドソックス所属。

## 経歴

### プロ入りとマリナーズ時代
2018年のMLBドラフト24巡目でロサンゼルス・エンゼルスに指名されたが、契約しなかった。
2019年のMLBドラフト2巡目（全体76位）でシアトル・マリナーズに指名されてプロ入り。
2020年は、新型コロナウイルスの影響でマイナーリーグの試合が開催されなかったため、プレーしなかった。
2021年にエバレット・アクアソックスでプロデビューを果たした。シーズンでは5試合に登板して3勝1敗、防御率2.33の成績を記録していたが、肘の手術によって途中離脱した。
2022年は、肘の負担を考慮してリリーフに転向した。8月よりAA級のアーカンソー・トラベラーズに昇格し、防御率3.46という成績を記録した。オフの11月15日にルール・ファイブ・ドラフトでの流出を防ぐため、40人枠に登録された。
2023年7月6日にメジャー昇格を果たした。翌7日のヒューストン・アストロズ戦にてメジャー初登板を果たし、1回を無失点に抑えた。同月22日のトロント・ブルージェイズ戦にてメジャー初勝利を挙げた。マリナーズでは主に救援投手として27試合に登板し、4勝1敗、防御率2.83、1セーブを記録した。

### レッドソックス時代
2023年11月17日にルイス・ウリアスとのトレードでボストン・レッドソックスに移籍した。
2024年はメジャーで8試合に登板したが、防御率16.20、6奪三振と苦戦した。オフの11月22日にノンテンダーFAとなり、同日にレッドソックスとマイナー契約で再契約した。

## 人物
父親が空軍に勤務していたためポルトガルで生まれたが、その後はカンザス州で育ち、高校もカンザス州のオセーレ・サウス・ハイスクールに通った。

## 詳細情報

### 年度別投手成績
| 年 度    | 球 団    | 登 板 | 先 発 | 完 投 | 完 封 | 無 四 球 | 勝 利 | 敗 戦 | セ 丨 ブ | ホ 丨 ル ド | 勝 率 | 打 者 | 投 球 回 | 被 安 打 | 被 本 塁 打 | 与 四 球 | 敬 遠 | 与 死 球 | 奪 三 振 | 暴 投 | ボ 丨 ク | 失 点 | 自 責 点 | 防 御 率 | W H I P |
| -------- | -------- | ----- | ----- | ----- | ----- | -------- | ----- | ----- | -------- | ----------- | ----- | ----- | -------- | -------- | ----------- | -------- | ----- | -------- | -------- | ----- | -------- | ----- | -------- | -------- | ------- |
| 2023     | SEA      | 27    | 0     | 0     | 0     | 0        | 4     | 1     | 1        | 2           | .800  | 120   | 28.2     | 22       | 2           | 13       | 1     | 1        | 33       | 2     | 1        | 9     | 9        | 2.83     | 1.22    |
| 2024     | BOS      | 8     | 0     | 0     | 0     | 0        | 0     | 1     | 0        | 2           | .000  | 37    | 6.2      | 14       | 3           | 2        | 0     | 0        | 6        | 1     | 0        | 13    | 12       | 16.20    | 2.40    |
| MLB：2年 | MLB：2年 | 35    | 0     | 0     | 0     | 0        | 4     | 2     | 1        | 4           | .667  | 157   | 35.1     | 36       | 5           | 15       | 1     | 1        | 39       | 3     | 1        | 22    | 21       | 5.35     | 1.44    |

- 2024年度シーズン終了時

### 年度別守備成績
| 年 度 | 球 団 | 投手（P） | 投手（P） | 投手（P） | 投手（P） | 投手（P） | 投手（P） |
| 年 度 | 球 団 | 試 合     | 刺 殺     | 補 殺     | 失 策     | 併 殺     | 守 備 率  |
| ----- | ----- | --------- | --------- | --------- | --------- | --------- | --------- |
| 2023  | SEA   | 27        | 1         | 1         | 1         | 0         | .667      |
| 2024  | BOS   | 8         | 1         | 2         | 0         | 0         | 1.000     |
| MLB   | MLB   | 35        | 2         | 3         | 1         | 0         | .833      |

- 2024年度シーズン終了時

### 背番号
- 49（2023年）
- 44（2024年）
- 48（2025年 - ）